# Джханкотский жестовый язык
Джханкотский жестовый язык (Jhankot Sign Language) — деревенский жестовый язык, который распространён среди глухого населения, проживающего в деревне Джханкот округа Долпа зоны Карнали в Непале. Число глухих составляет 10% от всего населения деревни, поэтому джханкотский жестовый язык более широко известен среди слышащего общества.